# 新竹廳
新竹廳（日语：〔〕／ Shinchiku chō */?）為台灣日治時期行政區劃之一，設立於明治三十四年（1901年），至大正9年（1920年）9月改制為新竹州前共轄有新埔、樹杞林、北埔、頭份、南庄、苗栗、大湖、三叉河和通霄等9個支廳，共包含41區6街291庄。

## 沿革
1901年11月11日，台灣總督府以辦務署負責地方政務，而縣及廳介於總督府與辨務署之間，造成行政事務上的欠缺靈活而廢止「三縣四廳」，設「二十廳」之行政單位，劃分台北縣為基隆、深坑、台北、新竹、桃園等五個廳級行政區，新竹廳下轄新埔、樹杞林、北埔、頭份、南庄等五支廳。同月26日，新竹廳設立1至22區。1903年1月1日，新竹廳實施街庄整併 。1904年3月9日，頭份支廳廢止並改為中港支廳；同年11月1日，22區整併為20區。1905年9月1日，區名由數字改為地名。
明治42年（1909年）10月25日，台灣的行政區劃由原來之二十廳，廢止合為十二廳，原苗栗廳大甲支廳併入台中廳，其餘地區併入新竹廳，轄區擴大後的新竹廳下轄北埔、樹杞林、新埔、中港、南庄、苗栗、後龍、通霄、三叉河、大湖等10個支廳，而「出礦坑庄」、「石圍墻庄」由三叉河支廳改隸苗栗支廳。1912年12月1日，中港支廳廳舍遷到頭份庄，中港支廳亦改稱「頭份支廳」。1913年7月29日，台中廳大甲支廳的「鯉魚潭庄」改隸三叉河支廳，並由苗栗三堡改為苗栗一堡。1915年2月17日，後壠支廳併入苗栗支廳。
1920年10月1日，時任台灣總督田健治郎為提高地方官的權限，廢西部十廳，實施「五州二廳」制度，新竹廳與桃園廳（三角湧支廳除外）合併為新竹州，原新竹廳的範圍設立新竹郡、竹東郡、竹南郡、苗栗郡、大湖郡。

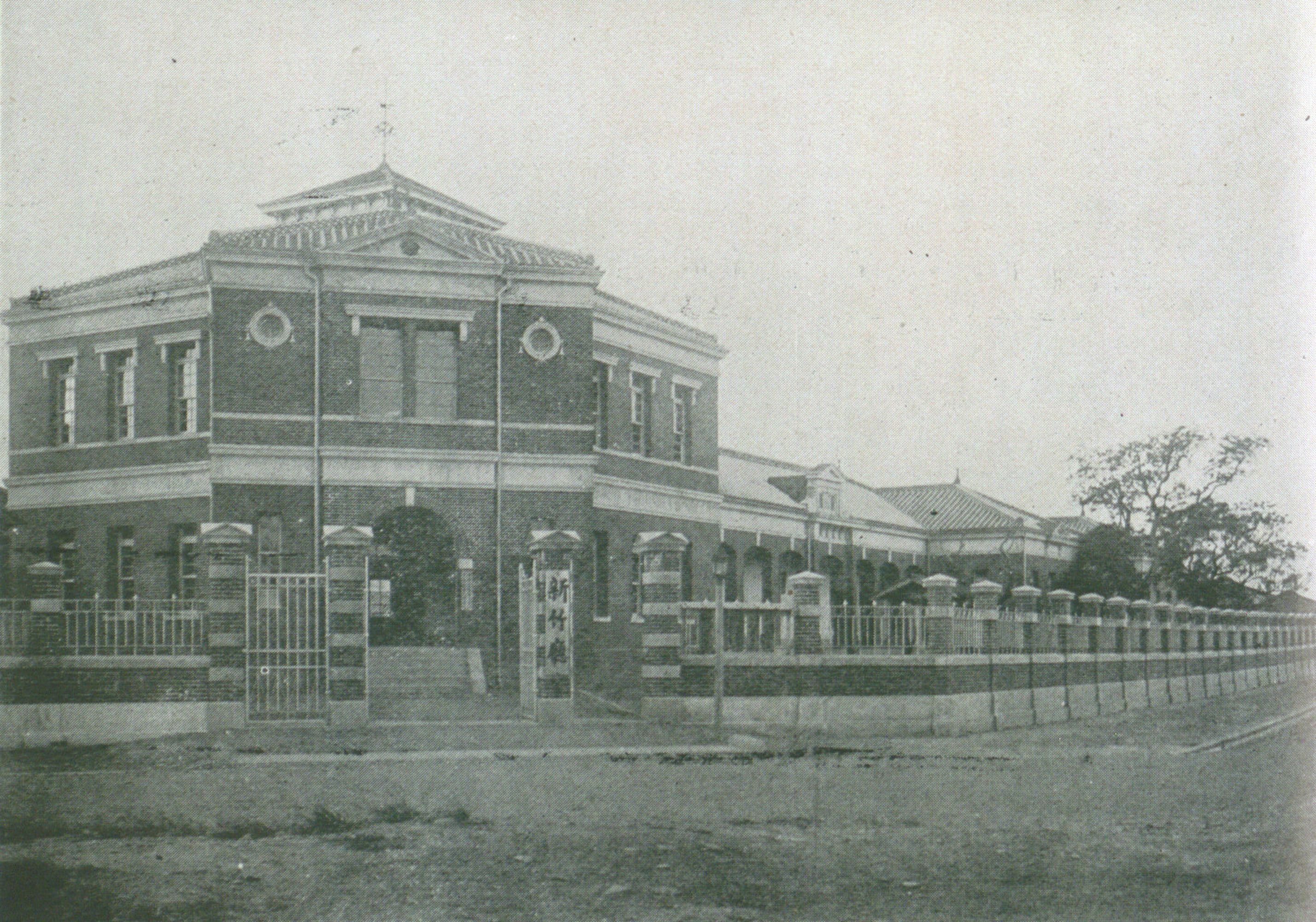
新竹廳廳舍，1920年後作為新竹郡役所
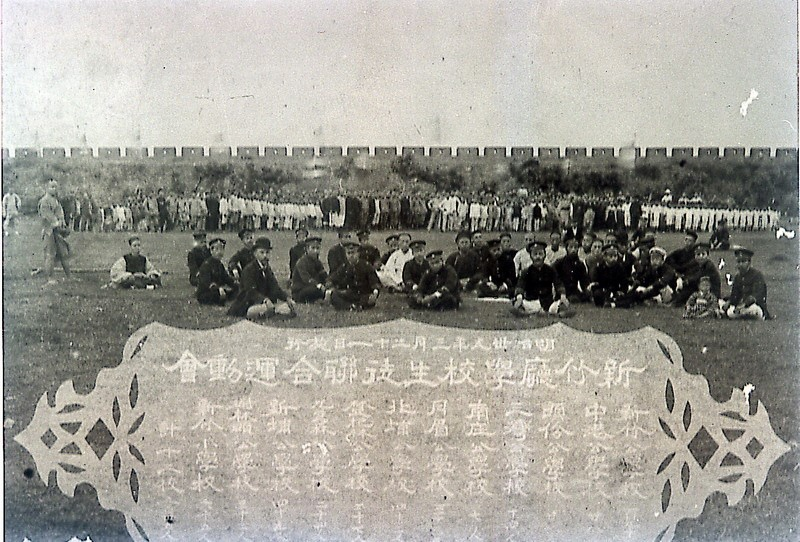
1902年（明治三十五年）三月二十一日，新竹廳學校生徒聯合運動會。在新竹城牆外空地舉行的一場小學運動會中，來自新竹地區的十二所學校共同參加

| 堡名     | 1897年6月 | 1898年6月 | 1901年11月 | 1901年11月 | 1909年10月 | 1909年10月 | 1920年10月 |
| -------- | --------- | --------- | ---------- | ---------- | ---------- | ---------- | ---------- |
| 竹北一堡 | 新竹縣    | 台北縣    | 新竹廳     | 直轄       | 新竹廳     | 直轄       | 新竹州     |
| 竹北一堡 | 新竹縣    | 台北縣    | 新竹廳     | 北埔支廳   | 新竹廳     | 北埔支廳   | 新竹州     |
| 竹北一堡 | 新竹縣    | 台北縣    | 新竹廳     | 樹杞林支廳 | 新竹廳     | 樹杞林支廳 | 新竹州     |
| 竹北一堡 | 新竹縣    | 台北縣    | 新竹廳     | 新埔支廳   | 新竹廳     | 新埔支廳   | 新竹州     |
| 竹北二堡 | 新竹縣    | 台北縣    | 新竹廳     | 新埔支廳   | 新竹廳     | 新埔支廳   | 新竹州     |
| 竹南一堡 | 新竹縣    | 台北縣    | 新竹廳     | 頭份支廳   | 新竹廳     | 頭份支廳   | 新竹州     |
| 竹南一堡 | 新竹縣    | 台北縣    | 新竹廳     | 南庄支廳   | 新竹廳     | 南庄支廳   | 新竹州     |
| 苗栗一堡 | 新竹縣    | 台中縣    | 苗栗廳     | 直轄       | 新竹廳     | 苗栗支廳   | 新竹州     |
| 苗栗一堡 | 新竹縣    | 台中縣    | 苗栗廳     | 後壠支廳   | 新竹廳     | 後壠支廳   | 新竹州     |
| 苗栗一堡 | 新竹縣    | 台中縣    | 苗栗廳     | 三叉河支廳 | 新竹廳     | 三叉河支廳 | 新竹州     |
| 苗栗一堡 | 新竹縣    | 台中縣    | 苗栗廳     | 大湖支廳   | 新竹廳     | 大湖支廳   | 新竹州     |
| 捒東上堡 | 新竹縣    | 台中縣    | 苗栗廳     | 大湖支廳   | 新竹廳     | 大湖支廳   | 新竹州     |
| 苗栗二堡 | 新竹縣    | 台中縣    | 苗栗廳     | 通霄支廳   | 新竹廳     | 通霄支廳   | 新竹州     |

1901年新竹廳位置，北側灰色與青綠色間的紅色地區
1909年新竹廳位置，北側青綠色地區

### 行政區劃地圖

1915年新竹廳行政區劃

## 行政區劃

### 行政區劃列表
| 直轄/支廳  | 支廳舍位置 | 區                                               | 區     | 區       | 管轄區域 | 管轄區域 | 備註                                      |
| 直轄/支廳  | 支廳舍位置 | 1903年                                           | 1904年 | 1905年   | 堡里     | 街庄（粗體為區街庄長役場位置） | 備註                                      |
| ---------- | ---------- | ------------------------------------------------ | ------ | -------- | -------- | --- | ----------------------------------------- |
| 新竹廳直轄 | 新竹街     | 第1區                                            | 第1區  | 新竹區   | 竹北一堡 | 新竹街 |                                           |
| 新竹廳直轄 | 新竹街     | 第2區                                            | 第2區  | 香山區   | 竹北一堡 | 客雅庄、青草湖庄、牛埔庄、香山坑庄、茄苳湖庄、香山庄、海山罟庄、鹽水港庄、南隘庄                                                         |                                           |
| 新竹廳直轄 | 新竹街     | 第3區                                            | 第2區  | 香山區   | 竹北一堡 | 油車港庄、吉洋崙庄、楊藔庄、沙崙庄、虎仔山庄、浸水庄                                                                                     |                                           |
| 新竹廳直轄 | 新竹街     | 第3區                                            | 第5區  | 樹林頭區 | 竹北一堡 | 崙仔庄、槺榔庄、十塊藔庄 |                                           |
| 新竹廳直轄 | 新竹街     | 第6區                                            | 第5區  | 樹林頭區 | 竹北一堡 | 苦苓脚庄、樹林頭庄、水田庄、湳雅庄、東勢庄、赤土崎庄、埔頂庄、柴梳山庄、金山面庄                                                         |                                           |
| 新竹廳直轄 | 新竹街     | 第4區                                            | 第3區  | 舊港區   | 竹北一堡 | 番仔陂庄、豆仔埔庄、新社庄、馬麟厝庄、溝貝庄、蔴園庄、舊港庄、白地粉庄、溪洲庄、新庄仔庄                                                 |                                           |
| 新竹廳直轄 | 新竹街     | 第5區                                            | 第4區  | 六張犁區 | 竹北一堡 | 鹿場庄、六張犁庄、芒頭埔庄、十興庄、隘口庄、安溪藔庄、犁頭山下庄、下山庄、三崁店庄、東海窟庄、二十張犁庄、九甲埔庄、溪埔仔庄、斗崙庄     |                                           |
| 北埔支廳   | 北埔庄     | 第7區                                            | 第6區  | 草山區   | 竹北一堡 | 草山庄、雙溪庄、新城庄、寶斗仁庄、鷄油凸庄、大壢庄                                                                                       |                                           |
| 北埔支廳   | 北埔庄     | 第8區                                            | 第7區  | 月眉區   | 竹北一堡 | 月眉庄、中興庄、石井庄、富興庄、赤柯坪庄、石硬仔庄、藤坪庄、十二藔庄                                                                     |                                           |
| 北埔支廳   | 北埔庄     | 第9區                                            | 第8區  | 北埔區   | 竹北一堡 | 北埔庄、南埔庄、小份林庄、大湖庄、水磜仔、南坑庄                                                                                         |                                           |
| 北埔支廳   | 北埔庄     | 第10區                                           | 第8區  | 北埔區   | 竹北一堡 | 大坪庄 |                                           |
| 樹杞林支廳 | 樹杞林街   | 第10區                                           | 第9區  | 樹杞林區 | 竹北一堡 | 上坪庄、燥樹排庄、員崠仔庄、下公館庄、上公館庄、鷄油林庄、樹杞林街、荳仔埔庄、三重埔庄、二重埔庄、蔴園肚庄、頭重埔庄、下員山庄、柯仔湖庄 |                                           |
| 樹杞林支廳 | 樹杞林街   | 第11區                                           | 第10區 | 橫山區   | 竹北一堡 | 橫山庄、頭份林庄、田藔坑庄、大山背庄、油羅庄、濫仔庄                                                                                     |                                           |
| 樹杞林支廳 | 樹杞林街   | 第12區                                           | 第11區 | 沙坑區   | 竹北一堡 | 大平地庄、八十份庄、十份藔庄、南河庄、沙坑庄、大肚庄                                                                                     |                                           |
| 樹杞林支廳 | 樹杞林街   | 第13區                                           | 第12區 | 九芎林區 | 竹北一堡 | 鹿藔坑庄、山猪湖庄、王爺坑庄、倒別牛庄、石壁潭庄、九芎林庄、中坑庄、水坑庄、上山庄、崁下庄、柯仔林庄                                     |                                           |
| 新埔支廳   | 新埔街     | 第14區                                           | 第13區 | 新埔區   | 竹北一堡 | 打鐵坑庄、內立庄、石頭坑庄、犁頭山庄 |                                           |
| 新埔支廳   | 新埔街     | 第14區                                           | 第13區 | 新埔區   | 竹北二堡 | 五份埔庄、四座屋庄、樟樹林庄、旱坑仔庄、田新庄、枋藔庄、新埔街、大平窩庄                                                                 |                                           |
| 新埔支廳   | 新埔街     | 第15區                                           | 第14區 | 大茅埔區 | 竹北二堡 | 打鐵坑庄、汶水坑庄、鹿鳴坑庄、照門庄、大坪庄、大茅埔庄                                                                                   |                                           |
| 新埔支廳   | 新埔街     | 第16區                                           | 第15區 | 大湖口區 | 竹北二堡 | 崩坡下庄、北窩庄、長崗嶺庄、大湖口庄、糞箕窩庄、羊喜窩庄、上北勢庄、下北勢庄、和興庄、德盛庄、波羅汶庄、番仔湖庄、鳳山崎庄、坪頂埔庄     |                                           |
| 新埔支廳   | 新埔街     | 第17區                                           | 第16區 | 紅毛港區 | 竹北二堡 | 福興庄、青埔仔庄、後湖庄、崁頭庄、中崙庄、新庄仔庄、紅毛港庄、員山庄、坑仔口庄、大眉庄、貓兒錠庄                                         |                                           |
| 頭份支廳   | 中港街     | 第18區                                           | 第17區 | 中港區   | 竹南一堡 | 三角店庄、鹽館前庄、蘆竹湳庄、公館仔庄、海口庄                                                                                           | 原為中港支廳                              |
| 頭份支廳   | 中港街     | 第19區                                           | 第17區 | 中港區   | 竹南一堡 | 中港街、崎頂庄、營盤邊庄、大埔庄、口公館庄                                                                                               | 原為中港支廳                              |
| 頭份支廳   | 中港街     | 第20區                                           | 第18區 | 頭份區   | 竹南一堡 | 頭份庄、田藔庄、蟠桃庄、興隆庄、斗換坪庄、珊珠湖庄、尖山下庄、濫坑庄、東興庄                                                             | 原為中港支廳                              |
| 頭份支廳   | 中港街     | 第21區                                           | 第19區 | 三灣區   | 竹南一堡 | 三灣庄、北埔庄、崁頂藔庄、銅鑼圈庄、內灣庄、下林坪庄、大河底庄、永和山庄、大坪林庄                                                       | 原為中港支廳                              |
| 南庄支廳   | 南庄       | 第22區                                           | 第20區 | 南庄區   | 竹南一堡 | 員林庄、大南埔庄、四灣庄、田尾庄、南庄                                                                                                   |                                           |
| 南庄支廳   | 南庄       | 北獅里興庄                                       | 第20區 | 南庄區   | 竹南一堡 | |                                           |
| 苗栗支廳   | 苗栗街     |                                                  |        | 苗栗區   | 苗栗一堡 | 苗栗街、芒埔庄、維祥庄、社藔崗庄、西山庄、嘉盛庄、田藔庄                                                                                 |                                           |
| 苗栗支廳   | 苗栗街     |                                                  |        | 四湖區   | 苗栗一堡 | 高埔庄、南勢坑庄、鴨母坑庄、二湖庄、三湖庄、四湖庄、五湖庄                                                                               |                                           |
| 苗栗支廳   | 苗栗街     |                                                  |        | 崁頭屋區 | 苗栗一堡 | 崁頭屋庄、二崗坪庄、枋藔坑庄、仁隆庄、外獅潭庄、老田藔庄                                                                                 |                                           |
| 苗栗支廳   | 苗栗街     |                                                  |        | 五鶴山區 | 苗栗一堡 | 五穀崗庄、鶴仔崗庄、尖山庄、南河庄、北河庄                                                                                               |                                           |
| 苗栗支廳   | 苗栗街     |                                                  |        | 公館區   | 苗栗一堡 | 公館庄、蔴薺藔庄、中小義庄、福基庄、大坑庄、出礦坑庄、石圍墻庄                                                                           |                                           |
| 苗栗支廳   | 苗栗街     |                                                  |        | 後壠區   | 苗栗一堡 | 後壠庄、大山腳庄、水尾仔庄、外埔庄、苦苓腳庄                                                                                             | 1915年前為後壠支廳                        |
| 苗栗支廳   | 苗栗街     |                                                  |        | 新港區   | 苗栗一堡 | 二張犁庄、新港庄、淡文湖庄、潭內庄 | 1915年前為後壠支廳                        |
| 苗栗支廳   | 苗栗街     |                                                  |        | 造橋區   | 苗栗一堡 | 造橋庄、赤崎仔庄、大桃坪庄、牛欄湖庄 | 1915年前為後壠支廳                        |
| 苗栗支廳   | 苗栗街     |                                                  |        | 公司藔區 | 苗栗一堡 | 公司藔庄、烏眉庄、崎頂庄、過港庄、灣瓦庄、頭湖庄、後壠底庄、十班坑庄                                                                     | 1915年前為後壠支廳                        |
| 三叉河支廳 | 三叉河庄   |                                                  |        | 三叉河區 | 苗栗一堡 | 鯉魚潭庄 | 1913年劃入新竹廳                          |
| 三叉河支廳 | 三叉河庄   | 三叉河庄、雙草湖庄、魚藤坪庄、拐仔湖庄、雙連潭庄 |        | 三叉河區 | 苗栗一堡 | |                                           |
| 三叉河支廳 | 三叉河庄   |                                                  |        | 鷄隆區   | 苗栗一堡 | 老雞隆庄、新鷄隆庄 |                                           |
| 三叉河支廳 | 三叉河庄   |                                                  |        | 銅鑼灣區 | 苗栗一堡 | 銅鑼灣庄、三座厝庄、樟樹林庄、九湖庄、竹圍庄、芎蕉灣庄、中心埔庄、七十份庄                                                               |                                           |
| 大湖支廳   | 大湖庄     |                                                  |        | 大湖區   | 苗栗一堡 | 大湖庄 |                                           |
| 大湖支廳   | 大湖庄     |                                                  |        | 南湖區   | 苗栗一堡 | 南湖庄、馬那邦庄 |                                           |
| 大湖支廳   | 大湖庄     |                                                  |        | 獅潭區   | 苗栗一堡 | 獅潭庄、八角林庄、桂竹林庄 |                                           |
| 大湖支廳   | 大湖庄     |                                                  |        | 罩蘭區   | 捒東上堡 | 罩蘭庄、大坪林庄 |                                           |
| 通霄支廳   | 通霄街     |                                                  |        | 苑裡區   | 苗栗二堡 | 苑裡庄、瓦磘庄、房裡庄、貓盂庄 |                                           |
| 通霄支廳   | 通霄街     |                                                  |        | 山脚區   | 苗栗二堡 | 社苓庄、山柑庄、山腳庄、石頭坑庄、南勢林庄、田藔庄、苑裡坑庄、舊社庄、大埔庄、芎蕉坑庄                                                   |                                           |
| 通霄支廳   | 通霄街     |                                                  |        | 通霄區   | 苗栗二堡 | 通霄街、通霄灣庄、梅樹腳庄、南勢庄、北勢庄、圳頭庄、福興庄、土城庄、南和庄、大坪頂庄、五里牌庄                                           |                                           |
| 通霄支廳   | 通霄街     |                                                  |        | 內湖區   | 苗栗二堡 | 內湖庄、北勢窩庄、烏眉坑庄、楓樹窩庄、蕃社庄                                                                                             | 區役場於1914年8月11日從內湖庄移至烏眉坑庄 |
| 通霄支廳   | 通霄街     |                                                  |        | 白沙墩區 | 苗栗二堡 | 白沙墩庄、新埔庄、內湖島庄 |                                           |

## 族群分佈
1926年的普查統計中，新竹廳人口中58,000人籍貫為福建、126,900人為廣東。（以移民時清朝及明朝的區域劃分福建省及廣東省。）
| 省份／居民（千人） | 福建 58.0    | 福建 58.0    | 福建 58.0    | 福建 58.0                             | 福建 58.0    | 福建 58.0                       | 福建 58.0    | 福建 58.0          | 福建 58.0          | 廣東 126.9                            | 廣東 126.9         | 廣東 126.9                      | 其他 1.7 |
| ------------------ | ------------ | ------------ | ------------ | ------------------------------------- | ------------ | ------------------------------- | ------------ | ------------------ | ------------------ | ------------------------------------- | ------------------ | ------------------------------- | -------- |
| 州府／居民（千人） | 泉州 55.4    | 泉州 55.4    | 泉州 55.4    | 漳州 0.9                              | 汀州 0.9     | 龍巖 0.0                        | 福州 0.5     | 興化 0.1           | 永春 0.2           | 潮州 23.7                             | 嘉應 41.5          | 惠州 61.7                       | 其他 1.7 |
| 地區／居民（千人） | 安溪 6.1     | 同安 17.6    | 三邑 31.7    | 漳州 0.9                              | 汀州 0.9     | 龍巖 0.0                        | 福州 0.5     | 興化 0.1           | 永春 0.2           | 潮州 23.7                             | 嘉應 41.5          | 惠州 61.7                       | 其他 1.7 |
| 語言（方言）       | 閩南（泉州） | 閩南（泉州） | 閩南（泉州） | 閩南（漳州） 客家（南靖、平和、詔安） | 客家（汀州） | 閩南（龍巖、漳平） 客家（汀州） | 閩東（福州） | 興化（莆田、仙遊） | 閩南（泉州、大田） | 閩南（潮州） 客家（豐順、饒平、大埔） | 客家（四縣、長樂） | 閩南（潮州、漳州） 客家（海陸） | 多種語言 |

縣民組成以祖籍通行海陸腔客家話的廣東省汕尾市轄下陸河縣全縣、海豐縣及陸豐市兩縣之北部鄉鎮，河源市紫金縣東南部鄉鎮，梅州市五華縣南部鄉鎮，揭陽市揭西縣上砂鎮及五雲鎮、普寧市西半部鄉鎮、惠來縣西北部鄉鎮等客家人後裔為主。

四縣和潮州籍客家人次之；舊泉州府福佬人後裔、漳州府福佬人後裔、潮州府潮州福佬人後裔、海陸豐福佬人後裔、外省人及原住民族賽夏族、泰雅族為少數。

## 歷屆廳長
| 任次 | 肖像 | 姓名 (生–卒)           | 在任時間       | 在任時間       | 備註               |
| ---- | ---- | ---------------------- | -------------- | -------------- | ------------------ |
| 1    |      | 里見義正 (1862–1928)   | 1901年11月11日 | 1909年1月16日  |                    |
| 2    |      | 小澤武憲 (？–？)       | 1909年1月16日  | 1909年10月25日 |                    |
| 3    |      | 家永泰吉郎 (？–？)     | 1909年10月25日 | 1914年10月30日 | 任內發生苗栗事件。 |
| 4    |      | 三村三平 (？–？)       | 1914年10月30日 | 1915年12月17日 |                    |
| 5    |      | 高山仰 (？–？)         | 1915年12月17日 | 1919年5月21日  |                    |
| 6    |      | 武藤針五郎 (1870–1926) | 1919年5月21日  | 1920年10月1日  |                    |

#### 附註
1. ↑  原苗栗廳長。
2. ↑  改任臺中廳長。
3. ↑  原民政部財務局稅務課長。
4. ↑  改任阿緱廳長。
5. ↑  原桃園廳長。
6. ↑  改任臺北州臺北市尹。

## 設施
- 油車港專賣局
- 台北地方法院新竹支部
- 台北地方法院苗栗出張所
- 舊港稅關支署
- 後壠稅關支署
- 新竹醫院
- 新竹米穀檢查所
- 郵便局：新竹、樹杞林、南庄、頭份、中港、後壠、苗栗、銅鑼灣、通霄、苑裡、三叉河、大湖、罩蘭郵便局[12]